# Marduk-szaduni
Marduk-szaduni lub Marduk-szadduni (akad. Marduk-šadûni lub Marduk-šaddûni; w transliteracji z pisma klinowego zapisywane mdAMAR.UTU-KUR-u-ni, mdAMAR.UTU-šad-du-ni, mdKU-KUR-u-ni i mdMES-KUR-u-ni) – wysoki dostojnik, gubernator prowincji Raqmat za rządów asyryjskiego króla Adad-nirari III (810-783 p.n.e.); według asyryjskich list i kronik eponimów w 795 r. p.n.e. pełnić miał też urząd eponima (akad. limmu).